# 前川仁
前川 仁（まえかわ ひとし、1948年 - ）は、日本の工学者。埼玉大学工学部教授、埼玉大学情報メディア基盤センター長。
専門分野はセンサ融合システム、メディア情報学。知能ロボティクス（アクティブビジョン、ソナーセンサによる環境情報の認識、物体追跡、行動計画等）、パターン情報処理（野球のバッティング等の実データ処理等）、ファジィ情報処理を研究。

## 略歴
- 1971年 埼玉大学理工学部卒業
- 1971年 （株）安川電機製作所入社
- 1973年 東京大学宇宙航空研究所助手
- 1977年 埼玉大学大学院工学研究科修士課程修了
- 1979年 大阪大学大学院博士後期課程退学
- 1979年 大阪大学工学部助手
- 1985年 工学博士（大阪大学）
- 1989年 埼玉大学工学部助教授
- 1997年 埼玉大学工学部教授

## 論文

### 単著
- 「組立条件緩和による高減速複合遊星歯車機構の実現」,ロボティクス・メカトロニクス講演会講演概要集 2007, 2007
- 「軽構造接合加工研究委員会」,『溶接学会誌』,70(3),2001
- 「触覚情報を利用した多指ハンドによる把握・操り」,『日本ロボット学会誌』,18(6),2000
- 「マイクロファクトリ用ミニチュア搬送アームの開発」,『日本ロボット学会学術講演会』,471,1999
- 「触覚情報を利用した多指ハンドによる把握・操りの研究」,『日本機会学会誌』,102(966),1999
- 「接合加工システム知能化の現状調査WG活動報告」,『溶接学会軽構造接合加工委員会資料』,1998
- 「ワイヤ駆動系の設計と制御―多指ハンド機構への応用」,『日本機会学会第72期講演会資料集』,1995
- 「把握中のセンシング戦略 その1：安定把握とセンシング―力覚と触覚を中心として」,『日本ロボット学会誌』,11(7),1993
- 「光導波形指先触覚センサに関する研究」,『日本ロボット学会学術講演会予稿集』,2,1992
- 「位置および剛性制御に基づく多指ハンドの操り制御」,『日本ロボット学会誌』,9(5),1991

### 共著
- 「一般物体認識を用いた未知物体の3次元姿勢推定」,映像情報メディア学会技術報告 37(36), 2013
- 「映像検索手法を利用した車載ビデオ映像の位置同定手法」,生産研究 65(2), 2013
- 「マーカーを用いないARにおける特徴記述子の評価について」,情報科学技術フォーラム講演論文集 11(3), 2012
- 「交通信号機検出への生成型学習の適用」,情報科学技術フォーラム講演論文集 11(4), 2012
- 「形状情報と色情報を利用したサポートベクターマシンによる交通信号機領域の検出」,情報科学技術フォーラム講演論文集 10(3), 2011
- 「複数カメラによる実投球ボールの画像解析」,情報科学技術フォーラム講演論文集 10(3), 2011
- 「実投球ボールの画像解析における陰影の影響低減法について」,情報科学技術フォーラム講演論文集 10(3), 2011
- 「領域分割によるドラム演奏動作の人体部位追跡」,情報科学技術フォーラム講演論文集 10(3), 2011
- 「ピアノ演奏動作解析のための3次元手指追跡」,情報科学技術フォーラム講演論文集 10(3), 2011
- 「全方位ステレオ視を用いたスキャンマッチングによる6自由度SLAM」,ロボティクス・メカトロニクス講演会講演概要集 2011, 2011
- 「都市など広域空間の効率的モデリングおよびレンダリング手法について」,情報処理学会研究報告 2011-CVIM-176(10), 2011
- 「平面群構造を利用した車載カメラ映像からのオンライン前景障害物除去システム」,生産研究 63(2), 2011
- 「機械学習を用いた交通信号機の検出と認識」,情報処理学会研究報告 2010-CVIM-172(26), 2010
- 「動画像処理によるドラム演奏動作の抽出」,情報処理学会研究報告 2010-CVIM-172(25), 2010
- 「シルエットによる投球動作の3次元姿勢推定」,情報科学技術フォーラム講演論文集 8(3), 2009
- 「実投球ボールの軌道推定と回転の解析」,情報科学技術フォーラム講演論文集 8(3), 2009
- 「ピアノ演奏の運指解析のための指先追跡」,情報科学技術フォーラム講演論文集 8(3), 2009
- 「サブピクセル推定を用いた全方位ステレオ視による高精度な6自由度SLAM」,電子情報通信学会技術研究報告. PRMU, パターン認識・メディア理解 109(88), 2009
- 「レーザーアブレーション法を用いた水素ガスセンサの性能改善」,電気学会研究会資料. CHS, ケミカルセンサ研究会 2008(1), 2008
- 「車載カメラを用いた動画像からの交通信号認識」,映像情報メディア学会技術報告 32(9), 2008
- 「点滅光に対する植物の細胞電位応答と光合成活動の評価」,電子情報通信学会技術研究報告. OME, 有機エレクトロニクス 107(412), 2008
- 「レーザーアブレーション法を用いた高速高感度H₂ガスセンサの開発」,電気学会研究会資料. CHS, ケミカルセンサ研究会 2007(49), 2007
- 「野球のピッチングにおけるボールの画像解析」,ジョイント・シンポジウム講演論文集 2007, 2007
- 「画像によるドラムスティックの動作解析」,情報処理学会研究報告. [音楽情報科学] 2007(102), 2007
- 「サブピクセル推定を用いた実時間全方位ステレオビジョンの高精度化」,ロボティクス・メカトロニクス講演会講演概要集 2007, 2007
- 「生体電位による光照射に対する植物生理活動の評価」,自動制御連合講演会講演論文集 50(0), 2007
- 「空間移動ロボットの研究開発」,日本ロボット学会誌 24(8), 2006
- 「画像によるドラムスティックの動作解析」,『情報処理学会研究報告』,2007(102),2007
- 「工業高校情報技術科におけるプログラミング学習のための教材クラスの開発」,『電子情報通信学会総合大会講演論文集』,161,2006
- 「両眼アクティブカメラによる顔の発見と追跡」,『電子情報通信学会総合大会講演論文集』,241,2005
- 「空間移動ロボットの研究開発（第2報）：コンセプト設計と空間移動ロボットの原型機試作」,『ロボティクス・メカトロニクス講演会』,2005
- 「多段非接触型負荷感応自動変速機の開発」,『ロボティクス・メカトロニクス講演会』,2004
- 「カメラキャリブレーションのためのGUIツール」,『ロボティクス・メカトロニクス講演会』,2003
- 「インターフェースを用いて動作指示できる自律移動ロボット」,『ロボティクス・メカトロニクス講演会』,2003
- 「非接触型負荷感応自動変速機の開発」,『ロボティクス・メカトロニクス講演会』,2003
- 「局所的位相構造評価を取り入れた距離画像の頑健な位置合わせ」,『情報処理学会研究報告』,2003(109),2003
- 「自律移動ロボットの環境地図獲得と動作計画」,『電子情報通信学会総合大会講演論文集』,95,2003
- 「自律移動ロボットによる室内環境認識とその遠隔操作」,『電子情報通信学会技術研究報告』,102(127),2002
- 「マイクロファクトリと小型工作機械の概念設計」,『精密工学会誌』,68(4),2002
- 「受動型負荷感応自動変速機の開発」,『ロボティクス・メカトロニクス講演会』,2001
- 「機械加工デスクトップマイクロファクトリ」,『日本ロボット学会誌』,19(3),2001
- 「マイクロファクトリと工作機械の小型化設計」,『精密工学会大会学術講演会講演論文集』,2000(1),2000
- 「室内作業ロボットのためのFOEを用いた対象物の奥行き推定」,『ロボティクス・メカトロニクス講演会』,2000
- 「光信号を用いた自律移動ロボットの協調動作」,『ロボティクス・メカトロニクス講演会』,2000
- 「薄板折曲げ構造による3軸RCC/力センサ複合デバイスの開発」,『ロボティクス・メカトロニクス講演会』,2000
- 「オプティカルフローによる室内環境の煙・湯気領域の抽出」,『電子情報通信学会技術研究報告』,99(158),1999
- 「指先での転がり接触を考慮した多指ハンドによる三次元把握の運動学・静力学および剛性効果」,『日本ロボット学会誌』,16(2),1998
- 「ハイブリッドチャンネルを用いたミネラルウォーターの味の識別」,『応用物理学会学術講演会講演予稿集』,59(3),1998
- 「表面光電圧法を用いたガスセンサーの二次元測定」,『応用物理学会学術講演会予稿集』,59(1),1998
- 「積層型SnO₂ガスセンサの動作機構」,『応用物理学会学術講演会講演予稿集』,59(1),1998
- 「積層型Sno₂ガスセンサ」,『応用物理学会学術講演会講演予稿集』,58(1),1997
- 「表面光電圧法を用いたガスセンサーの設計」,『応用物理学会学術講演会講演予稿集』,58(1),1997
- 「茶味センサの信頼性の改良」,『応用物理学会学術講演会講演予稿集』,58(3),1997
- 「WWWを用いた分散型生産ノウハウデータベース」,『溶接学会全国大会講演概要』,60,1997
- 「半導体味覚センサを用いた茶の味の識別」,『応用物理学会学術講演会講演予稿集』,57(1),1996
- 「化学センサの信号解析」,『応用物理学会学術講演会講演予稿集』,57（1）,1996
- 「多指ハンド把握における触覚フィードバックを用いた動的握力制御」,『計測自動制御学会論文集』,32(11),1996
- 「代表点教示のための局所方向ヒストグラムステレオ法」,『溶接学会論文集』,14(1),1996
- 「空間周波数分析による有機EL素子の発光状態評価」,『電子情報通信学会総合大会講演論文集』,244,1996
- 「複数プロセスの協調によるステレオマッチング」,『電子情報通信学会総合大会講演論文集』,355,1996
- 「同一形状オブジェクトを含む時系列画像からの見掛け運動軌跡の計算」,『電子情報通信学会総合大会講演論文集』,340,1996
- 「触覚フィードバックを用いた多指ハンドによる未知形状物体の転がり接触を考慮した操り制御」,『計測自動制御学会論文集』,31(9),1995
- 「PSDを用いた指先触覚センサの多点接触位置推定に関する研究」,『日本ロボット学会誌』,13(2),1995
- 「半球面光導波路を用いた指先搭載型触角センサの開発」,『計測自動制御学会論文集』,30(5),1994
- 「ニューラルネットワークによる味覚信号処理のための特徴抽出法」,『電子情報通信学会技術研究報告』,94(153),1994
- 「真空蒸着用金属薄膜のスクラッチパターンの観察」,『溶接学会論文集』,12(2),1994
- 「冗長ロボットアームのためのコンプライアンス制御の一手法」,『日本ロボット学会誌』,11(1),1993
- 「多指ハンドによる把持物体剛性制御」,『日本機会学会論文集』,C,59(566),1993
- 「部材表現による板構造物のモデリングとその部分特徴に関する一考察」,『溶接学会論文集』,9(4),1991
- 「アーク溶接におけるファジイ知識表現法：その溶接条件修正支援への適用の試み」,『溶接学会論文集』,8(1),1990
- 「アーク溶接ロボットのオフラインプログラミングシステムにおける溶接線上のトーチ動作軌跡処理」,『溶接学会論文集』,7(2),1989
- 「自由度垂直多関節型アーク溶接ロボットの干渉回避姿勢・経路算出法」,『溶接学会全国大会講演概要』,44,1989
- 「冗長自由度を有する多指ハンドの把握制御の研究」,『日本機会学会論文集』,C,55(517),1989
- 「板・面分構造物の溶接施行設計支援システムの開発：組立順序決定支援の基礎的研究」,『溶接学会全国大会講演概要』,43,1988
- 「真空蒸着法による金属薄膜のスクラッチテストによる付着性評価法」,『溶接学会全国大会講演概要』,43,1988
- 「アーク溶接ロボットのオフラインプログラミングシステムにおけるロボット動作軌跡処理」,『溶接学会論文集』,6(2),1988
- 「アーク溶接ロボットのオフライン支援システムとその動作軌跡生成法」,『溶接学会全国大会講演概要』,41,1987
- 「ファジイ推論による溶接条件設定・修正支援システムの基本的検討」,『溶接学会全国大会講演概要』,39,1986
- 「AIインサートによる炭化珪素(SiC)セラミクスの接合に関する研究」,『溶接学会全国大会講演概要』,39,1986
- 「曲面を含む対象物体幾何学モデルとその溶接ロボット作業教示への適用」,『溶接学会全国大会概要』,37,1985
- 「対象物体3次元モデルを用いた溶接教示言語の開発」,『溶接学会全国大会講演概要』,35,1984
- 「ワークとの干渉を考慮した溶接ロボット姿勢決定法」,『溶接学会全国大会講演概要』,35,1984
- 「インサート金属による銅の接合に関する検討」,『溶接学会全国大会講演概要』,35,1984
- 「高電流密度・短時間スポット溶接法によるアルシニウム合金版と軟鋼板の接合」,『溶接学会論文集』,2(2),1984
- 「インサート金属による抵抗突合せ溶接法」,『溶接学会全国大会講演概要』,33,1983
- 「計算機援用自動溶接システムの研究」,『溶接学会全国大会講演概要』,31,1982
- 「短時間・高電流密度スポット溶接法による異種金属接合」,『溶接学会全国大会講演概要』,29,1981